# Francisco do Amaral Reis
Francisco Coelho do Amaral dos Reis (Canas de Senhorim, Nelas, 31 de Agosto de 1873 – Coimbra, 5 de Abril de 1938), 1.° Visconde de Pedralva, foi um administrador colonial português.

## Biografia
Nasceu a 31 de agosto de 1873 e foi batizado a 16 de fevereiro de 1874 em Canas de Senhorim, Nelas. Filho de José Caetano Henriques dos Reis, natural de Themesis (Brasil), Bacharel formado em Direito pela Faculdade de Direito da Universidade de Coimbra, Procurador à Junta Geral e Governador Civil do Distrito de Viseu, e de sua mulher Lucrécia Amélia Coelho do Amaral (Santar, Nelas – ?).
A 17 de fevereiro de 1914, casou primeira vez civilmente, em Luanda, com Guida Maria Josefina Cinatti Keil (Encarnação, Lisboa, 13 de fevereiro de 1885 – São Domingos de Benfica, Lisboa, 26 de abril de 1965), viúva com geração de Jaime Raul de Brito Carvalho da Silva, filha do compositor Alfredo Keil e de sua mulher Cleyde Maria Margarida Cinatti, de origem Italiana e batizada na igreja de Nossa Senhora do Loreto, em Lisboa (conhecida como igreja dos italianos). Por sentença de 20 de novembro de 1929, os dois divorciaram-se litigiosamente. Deste casamento nasceu Francisco Keil do Amaral, que usou o título de 2.º Visconde de Pedralva.
Casou segunda vez com Arminda da Conceição da Silva Camacho (? – Silves, São Bartolomeu de Messines, 10 de Outubro de 1935), da qual teve Eduardo Coelho do Amaral dos Reis (Nelas, Canas de Senhorim, 11 de Setembro de 1932), casado com Arminda da Conceição da Silva Camacho, parente de sua madrasta, com geração.
O título de 1.º Visconde de Pedralva foi-lhe atribuído por D. Carlos I de Portugal, por decreto em data desconhecida. A retribuição que deu ao monarca por essa distinção foi participar activamente na conspiração republicana de Janeiro de 1908, que visava derrubar a monarquia, e que culminaria no regicídio de 1 de Fevereiro. Quem encomendou num armeiro seis  carabinas (entre as quais a utilizada por Buíça), para serem utilizadas na sublevação, teria sido o visconde de Pedralva.
Exerceu o cargo de 35.º Governador-Geral da Colónia de Angola entre 1919 e 1920 ou entre 1920 e 1921, tendo sido antecedido por António Nogueira Mimoso Guerra e sucedido por Isidoro Pedro Leger Pereira Leite.
Na política, foi responsável pelo Ministério da Agricultura de 15 de Fevereiro a 1 de Julho de 1925.
Morreu a 5 de abril de 1938, nos Hospitais da Universidade de Coimbra.